# Шроль, Платон Лаврентьевич
Плато́н Лавре́нтьевич Шроль (1927—2019) — советский передовик  промышленного производства, формовщик ленинградского завода «Знамя труда», Герой Социалистического Труда (1971).

## Биография
Родился 5 мая 1927 года в селе Андреевичи Волынского округа Украинской ССР (ныне Житомирской области Украины) в крестьянской семье. Украинец.
В детском возрасте Платону удалось получить только шестилетнее образование. Дальнейшей учёбе помешали Великая Отечественная война и немецкая оккупация.
После освобождения житомирщины, в декабре 1944 года, 17-летний Платон Шроль был призван в РККА. Проходил службу в снайперской школе Жмеринки, а в 1946 году был переведён в Ленинград. Демобилизовавшись в 1951 году, пришёл на ленинградский завод «Знамя труда», начав с должности ученика формовщика.
Проработал на литейном производстве более 40 лет. В 1960 году вступил в КПСС, более 25 лет являлся секретарём парторганизации цеха. За трудовые успехи неоднократно представлялся к государственным наградам. Свою высшую награду Платон Лаврентьевич Шроль получил 20 апреля 1971 года, когда Указом Президиума Верховного Совета СССР за выдающиеся производственные достижения в выполнении заданий пятилетнего плана по развитию химического и нефтяного машиностроения ему было присвоено звание Героя Социалистического Труда с вручением ордена Ленина и золотой медали «Серп и Молот».
Вёл общественную работу, 20 лет проработав в Союзе советских обществ дружбы и культурных связей с зарубежными странами. В рамках этой работы посещал Великобританию, Финляндию, Вьетнам. Был секретарём парткома, членом Петроградского райкома КПСС, членом Областного совета ВЦСПС, заместителем председателя Общества советско-вьетнамской дружбы (1971—1990).
После увольнения с завода в 1990-х годах, будучи персональным пенсионером союзного значения, П. Л. Шролю несколько лет пришлось работать грузчиком в хлебобулочной.

## Семья
Вдовец. Имел двоих дочерей (одна из них умерла). Проживал в Красногвардейском районе Петербурга.

## Награды
- золотая медаль «Серп и Молот» (20.04.1971)
- орден Ленина (20.04.1971)
- орден «Знак Почёта» (25.06.1966)
- советские государственные и юбилейные медали
- Заслуженный работник нефтяной и газовой промышленности Российской Федерации
- Почётный знак Союза советских обществ дружбы и культурной связи с зарубежными странами «За вклад в дело дружбы»[2]